# 清水達也 (投手)
清水 達也（しみず たつや、1999年11月3日 - ）は、埼玉県深谷市出身のプロ野球選手（投手）。右投右打。中日ドラゴンズ所属。

## 経歴

### プロ入り前
深谷市立藤沢小学校出身。小学1年生の時に深谷ボーイズで遊撃手として野球を始める。深谷市立藤沢中学校では軟式野球部に所属し、中学2年生から本格的に投手に転向した。翌年2月、第1回埼玉県中体連野球強化指定選手練習会に北部選抜に選ばれ参加した。その際のブルペン投球を見た花咲徳栄高校のコーチ福本真史が清水に興味を覚え、「面白い投球をしている」というコメントを人伝に聞き、それまで公立高校への進学を考えていた清水は、幼少期の夢だった花咲徳栄高校への入学を思い直すようになった。実際に、中学3年の夏には、花咲徳栄高校の練習会に参加した。中学3年生秋に行われたKボール全国大会に埼玉県選抜チーム「埼玉スーパースターズ」の一員として出場しベスト8入りを果たした。
花咲徳栄高校に入学し、1年夏からベンチ入り。2年春の第88回選抜高等学校野球大会では登板機会がなかった。2年夏の第98回全国高等学校野球選手権大会では3回戦の作新学院高校戦に中継ぎとして登板し、1回1/3を投げて1安打1奪三振無失点と好投するが、チームは敗れた。同年は、1学年上に絶対的なエースとして高橋昂也がおり、登板機会は多くなかった。
2年秋から背番号1を背負い、主にリリーフを担当。秋季県大会では浦和学院高校に敗れて準優勝だった。秋季関東大会では慶應義塾高校に敗れ1回戦敗退となり、選抜大会への出場を逃した。春季大会を控えた大阪遠征の練習試合最終日、大商大堺高校戦から突如制球が定まらなくなり、フォームを崩してしまった。そのため、3年春は背番号10となる。春季県大会では、再び浦和学院高校に敗れて準優勝だったが、清水の出番はなかった。この大会後、一度サイドスローにしてから徐々に腕を上げていくというフォーム修正に取り組み、制球を取り戻していった。春季関東大会では、早稲田実業高校に敗れ2回戦敗退。この試合では6回から登板し、延長10回タイブレークからサヨナラ打を許すも、最速148km/hを計測し注目を集めた。
3年夏は再び背番号1を背負い、県大会では主にリリーフとして登板。決勝の浦和学院高校戦でもリリーフで登板し、3回無安打5奪三振に抑え優勝に貢献した。第99回全国高等学校野球選手権大会ではリリーフエースとして全6試合に登板し、埼玉県勢初の優勝に貢献した。大会終了後には、第28回U-18W杯の代表メンバーに選出されると、リリーフとして計7回2/3を投げ、9奪三振を記録した。高校時代は、2学年上に愛斗が、１学年下に松井颯がいた。
2017年10月26日に行われたドラフト会議では、中日ドラゴンズから4位指名を受け、契約金4000万円、年俸600万円で入団に合意した（金額は推定）。背番号は50。担当スカウトは正津英志。花咲徳栄のチームメイトであった西川愛也も、埼玉西武ライオンズから2位指名を受けた。同期には、後に金沢学院大学へ進学して北海道日本ハムファイターズへ入団した長谷川威展もいた。

### プロ入り後
2018年は、ウエスタン・リーグで1勝1敗、防御率5.28の成績を残し、6月27日に初めて一軍に上がった。同日の東京ヤクルトスワローズ戦（明治神宮野球場）の7回に一軍公式戦初登板を果たし、1回無失点でデビュー戦を終えた。7月12日のプロ野球フレッシュオールスターゲーム2018（弘前市運動公園野球場）にウエスタン・リーグ選抜として選出され、6番手で登板し1回を無失点で抑えた。
2019年は、5月12日の対阪神タイガース戦（阪神甲子園球場）で5回2失点と好投し、プロ初先発初勝利を飾った。
2020年は、シーズン後半に先発・中継ぎと登板したが最長でも5回とスタミナ面で課題の残るシーズンとなった。オフに現状維持となる推定年俸800万円で契約更改した。
2021年は、右肩の違和感から、4月30日の二軍戦を最後に登板を回避した。シーズン終盤、10月23日の対横浜DeNAベイスターズ戦（横浜スタジアム）で先発登板したが4回1失点で降板。この年の一軍登板はこの1試合のみに終わった。契約更改では80万円減の推定年俸720万円でサインした。
2022年から本格的にリリーフに転向し、3月31日の対横浜DeNAベイスターズ戦（バンテリンドーム ナゴヤ）でプロ初ホールドを記録。さらに9月9日の対読売ジャイアンツ戦（東京ドーム）ではプロ初セーブを記録した。このシーズンは主に勝ちパターンの7回を任され、54試合に登板して3勝3敗32ホールド（リーグ5位）1セーブ、防御率3.04という成績を残した。外国人打者に対しては被打率.136（22打数3安打）と抑え込んだほか、本拠地バンテリンドーム ナゴヤの試合では防御率0.63を記録した。11月23日には、2480万円増となる推定年俸3200万円で契約更改した。
2023年は前年の最優秀中継ぎ投手であるジャリエル・ロドリゲスを欠いたことでセットアッパーを任される。シーズン初登板の4月2日の対巨人戦（東京ドーム）では、同点の場面からの登板で丸佳浩に勝ち越しのソロ本塁打を献上し、敗戦投手となる。その後の試合では、同月23日の試合まで7試合連続無失点と、8試合に登板して1敗6ホールド、防御率1.13の結果を残しながらも、自らの四球でピンチを招く不安定な投球が続いていた。26日、ブルペンでの投球の際に右肘に痛みが出たことで首脳陣に登板回避を申し出、翌27日に出場選手登録を抹消された。その後5月7日に一軍に戻った。この年は14試合連続無失点を記録したこともあったが、8月以降防御率4.85と不調で、9月19日に二軍に降格。シーズン終了までセットアッパーの座を守ることはできなかった。それでも、2年連続で50試合登板をクリアし、3勝3敗25ホールド（チーム1位）、防御率3.09の成績で終えた。また、オフには2023 アジア プロ野球チャンピオンシップの日本代表に選ばれた。11月23日に1800万円増となる推定年俸5000万円で契約更改した。
2024年は開幕から18試合登板で無失点だったが、19試合目となる5月21日の対読売ジャイアンツ戦（東京ドーム）で初失点した。2024年シーズンは計60試合に登板して、3勝1敗、防御率1.40、39ホールドポイントの成績を残し、3年連続50試合登板を果たすなど勝ちパターンとして大きな存在感をみせた。オフにはWBSCプレミア12の日本代表に選ばれた。11月23日の2次リーグ台湾戦では1点リードで迎えた5回に早川隆久の救援として無死満塁の場面で登板し、投ゴロ併殺・三振で無失点で切り抜け、チームの勝利に貢献した。オフには4500万円増となる推定年俸9500万円で契約を更改した。
2025年は前年まで8回を務めていた松山晋也が抑えに配置転換されたことに伴い、勝ちパターンの8回を任されるようになった。7月に松山が怪我で離脱したことにより、7月4日に同年で初めてセーブ機会で登板し、同年初セーブを挙げた。7月7日時点で32試合に登板して4勝22ホールド1セーブ、防御率0.84という成績を残したことが評価され、同年のオールスターゲームに監督選抜にて初選出された。しかし以降は徐々に安定感を欠く登板が増えだし、8日の巨人戦（山形県野球場）では2点リードの9回に登板してサヨナラ打を浴びて同年初黒星を喫し、20日のDeNA戦では9回に登板するも同点打を浴びた。

## 選手としての特徴
アーム式と呼ばれる独特のフォームで真上から角度をつけて投げ込む最速156km/hの直球とフォークが武器。持ち球はフォーク、スライダー、カーブ。法元英明から、直球が重く、フォークの切れ味もいい、そのコンビネーションにより中継ぎや抑えで活躍が期待できると評価された。また、荻野忠寛は、肩の使い方がうまく、アーム式ではあるが力感なくいい投球ができていると分析した。

## 人物
目標とする選手は千賀滉大と山﨑康晃。リリーフ転向後は浅尾拓也を目標にしている。
名前は野球漫画『タッチ』の主人公の上杉達也に由来している。
2022年10月下旬に一般女性と結婚したことを発表した。
2023年12月28日、地元の埼玉県深谷市親善大使に就任。かねてよりイメージキャラクターであるふっかちゃんのファンを公言していた。プロ入り後はふっかちゃんの刺繍入りグラブを使用しているほか、契約更改時にふっかちゃんのネクタイを着用している。

## 詳細情報

### 年度別投手成績
| 年 度     | 球 団     | 登 板 | 先 発 | 完 投 | 完 封 | 無 四 球 | 勝 利 | 敗 戦 | セ 丨 ブ | ホ 丨 ル ド | 勝 率 | 打 者 | 投 球 回 | 被 安 打 | 被 本 塁 打 | 与 四 球 | 敬 遠 | 与 死 球 | 奪 三 振 | 暴 投 | ボ 丨 ク | 失 点 | 自 責 点 | 防 御 率 | W H I P |
| --------- | --------- | ----- | ----- | ----- | ----- | -------- | ----- | ----- | -------- | ----------- | ----- | ----- | -------- | -------- | ----------- | -------- | ----- | -------- | -------- | ----- | -------- | ----- | -------- | -------- | ------- |
| 2018      | 中日      | 2     | 0     | 0     | 0     | 0        | 0     | 0     | 0        | 0           | ----  | 10    | 2.0      | 3        | 0           | 2        | 0     | 0        | 2        | 0     | 0        | 2     | 2        | 9.00     | 2.50    |
| 2019      | 中日      | 8     | 8     | 0     | 0     | 0        | 2     | 2     | 0        | 0           | .500  | 169   | 35.1     | 40       | 5           | 24       | 1     | 2        | 24       | 3     | 0        | 22    | 17       | 4.33     | 1.81    |
| 2020      | 中日      | 6     | 3     | 0     | 0     | 0        | 1     | 1     | 0        | 0           | .500  | 92    | 21.1     | 15       | 3           | 15       | 0     | 0        | 21       | 1     | 0        | 9     | 8        | 3.38     | 1.41    |
| 2021      | 中日      | 1     | 1     | 0     | 0     | 0        | 0     | 1     | 0        | 0           | .000  | 19    | 4.0      | 5        | 0           | 4        | 0     | 0        | 1        | 0     | 0        | 1     | 1        | 2.25     | 2.25    |
| 2022      | 中日      | 54    | 0     | 0     | 0     | 0        | 3     | 3     | 1        | 32          | .500  | 194   | 50.1     | 28       | 1           | 17       | 1     | 1        | 51       | 2     | 0        | 17    | 17       | 3.04     | 0.89    |
| 2023      | 中日      | 50    | 0     | 0     | 0     | 0        | 3     | 3     | 0        | 25          | .500  | 198   | 46.2     | 34       | 3           | 30       | 1     | 1        | 54       | 4     | 0        | 16    | 16       | 3.09     | 1.37    |
| 2024      | 中日      | 60    | 0     | 0     | 0     | 0        | 3     | 1     | 1        | 36          | .750  | 229   | 58.0     | 41       | 1           | 18       | 2     | 1        | 52       | 5     | 0        | 12    | 9        | 1.40     | 1.02    |
| 通算：7年 | 通算：7年 | 181   | 12    | 0     | 0     | 0        | 12    | 11    | 2        | 93          | .522  | 911   | 217.2    | 166      | 13          | 110      | 5     | 5        | 205      | 15    | 0        | 79    | 70       | 2.89     | 1.27    |

- 2024年度シーズン終了時[77][78][79]

### WBSCプレミア12での投手成績
| 年 度 | 代 表 | 登 板 | 先 発 | 勝 利 | 敗 戦 | セ ｜ ブ | 打 者 | 投 球 回 | 被 安 打 | 被 本 塁 打 | 与 四 球 | 敬 遠 | 与 死 球 | 奪 三 振 | 暴 投 | ボ ｜ ク | 失 点 | 自 責 点 | 防 御 率 |
| ----- | ----- | ----- | ----- | ----- | ----- | -------- | ----- | -------- | -------- | ----------- | -------- | ----- | -------- | -------- | ----- | -------- | ----- | -------- | -------- |
| 2024  | 日本  | 4     | 0     | 1     | 0     | 0        | 14    | 4.0      | 1        | 0           | 1        | 0     | 0        | 6        | 0     | 0        | 0     | 0        | 0.00     |

### 年度別守備成績
| 年 度 | 球 団 | 投手  | 投手  | 投手  | 投手  | 投手  | 投手     |
| 年 度 | 球 団 | 試 合 | 刺 殺 | 補 殺 | 失 策 | 併 殺 | 守 備 率 |
| ----- | ----- | ----- | ----- | ----- | ----- | ----- | -------- |
| 2018  | 中日  | 2     | 0     | 0     | 0     | 0     | ----     |
| 2019  | 中日  | 8     | 1     | 5     | 0     | 0     | 1.000    |
| 2020  | 中日  | 6     | 2     | 5     | 0     | 2     | 1.000    |
| 2021  | 中日  | 1     | 0     | 1     | 0     | 0     | 1.000    |
| 2022  | 中日  | 54    | 5     | 10    | 0     | 0     | 1.000    |
| 2023  | 中日  | 50    | 4     | 4     | 0     | 0     | 1.000    |
| 2024  | 中日  | 60    | 3     | 14    | 0     | 0     | 1.000    |
| 通算  | 通算  | 181   | 15    | 39    | 0     | 2     | 1.000    |

- 2024年度シーズン終了時

### 記録
初記録
投手成績
- 初登板：2018年6月27日、対東京ヤクルトスワローズ10回戦（明治神宮野球場）、7回裏に3番手で救援登板、1回無失点[3][87]
- 初奪三振：同上、7回裏にウラディミール・バレンティンから空振り三振[3]
- 初先発登板・初勝利・初先発勝利：2019年5月12日、対阪神タイガース9回戦（阪神甲子園球場）、5回2失点[32][88]
- 初ホールド：2022年3月31日、対横浜DeNAベイスターズ3回戦（バンテリンドーム ナゴヤ）、7回表に3番手で救援登板、1回無失点[38][89]
- 初セーブ：2022年9月9日、対読売ジャイアンツ21回戦（東京ドーム）、10回裏に4番手で救援登板・完了、1回無失点[90][91]

打撃成績
- 初打席：2019年5月12日、対阪神タイガース9回戦（阪神甲子園球場）2回表に才木浩人から一犠打
- 初安打：2019年6月1日、対読売ジャイアンツ10回戦（東京ドーム）、4回表に高木京介から右前安打

その他の記録
- 1イニング3暴投：2024年6月14日、対千葉ロッテマリーンズ1回戦（ZOZOマリンスタジアム）、7回裏に記録 ※史上17人目
- オールスターゲーム出場：1回（2025年）

### 背番号
- 50（2018年[26] - ）

### 登場曲
- 「One Day」The ROOTLESS（2019年 - ）[92]
- 「OVER THE TOP」きただにひろし（2020年、2023年[92]）

### 代表歴
- 2017 WBSC U-18ワールドカップ
- 2023 アジア プロ野球チャンピオンシップ 日本代表[53]
- 2024 WBSCプレミア12 日本代表